# نادي ثون
نادي ثون لكرة القدم (بالألمانية: Fussballclub Thun 1898) نادي كرة قدم سويسري يلعب في دوري الدرجة الممتازة. يقع مقره في مدينة ثون في بيرنر أوبرلاند. تم تأسيس النادي في سنة 1898.